# Нюпорт Нюз
Нюпорт Нюз (на английски: Newport News) е град в щата Вирджиния, САЩ. Нюпорт Нюз е с население от 181 913 жители (2000) и обща площ от 308,30 км² (119,10 мили²). Нюпорт Нюз получава статут на град през 1896 г.

## Известни личности
Родени в Нюпорт Нюз
- Ричард Кели (р. 1975), режисьор
- Джоузеф Хилис Милър (р. 1928), литературовед
- Соня Сон (р. 1964), актриса
- Уилям Стайрън (1925 – 2006), писател
- Ела Фицджералд (1917 – 1996), певица